# Eva Schönbeck-Temesy
Eva Schönbeck-Temesy ( 1930 - 2011) fue una botánica austríaca.

## Algunas publicaciones
- 1980. New endemic taxa of Asperula sect. Cynanchicae (Rubiaceae) from the East Aegean Islands. Plant Systematics and Evolution 134 ( 1-2): 133-135 (en línea (enlace roto disponible en Internet Archive; véase el historial, la primera versión y la última).)

### Libros
- 1967. Flora Iranica: Saxifragaceae, Volumen 42. Ed. Akad. Druck- und Verl.-Anst. 21 pp. ISBN 3-201-00728-5
- karl heinz Rechinger, eva Schönbeck-Temesy. 1972. Solanaceae. N.º 100 de Flora Iranica : Flora des iranischen Hochlandes und der umrahmenden Gebirge; Persien, Afganistán, Teile von West-Pakistan, Nord-Iraq, Azerbaidjan, Turkmenistán. 102 pp.
- La abreviatura «Schönb.-Tem.» se emplea para indicar a Eva Schönbeck-Temesy como autoridad en la descripción y clasificación científica de los vegetales.[1]